# Novo Mundo (telenovela)
Novo Mundo fue una telenovela brasileña producida y emitida por Rede Globo. Escrita por Alessandro Marson y Thereza Falcão, y dirigida por Vinícius Coimbra, se estrenó el 22 de marzo de 2017 en reemplazo de Sol Nascente, y finalizó el 25 de septiembre de 2017, con 160 episodios.
Isabelle Drummond y Chay Suede son los protagonistas de esta historia; Drummond interpreta a una profesora, Anna y Suede a un actor luso-brasileño.

## Sinopsis
Ambientada en 1817, Anna Millman (Isabelle Drummond) es una mujer inglesa que enseña portugués y se involucra con el actor luso-brasileño, Joaquim Martinho (Chay Suede). Vivieron en Europa, pero se mudaron a Brasil debido a la unión de la futura Emperatriz de Brasil con Dom Pedro I (Caio Castro). Sus destinos se entrelazan cuando abordan el barco que lleva a la princesa María Leopoldina de Austria (Letícia Colin) a Brasil, ya que está comprometida con Dom Pedro. A pesar de su amor mutuo, sufren las amenazas de Thomas Johnson (Gabriel Braga Nunes), un oficial inglés que quiere tener a Anna para sí mismo y, Elvira (Ingrid Guimarães), una actriz portuguesa que tiene un matrimonio falso con Joaquim. La telenovela también presenta la lucha de Brasil por la independencia.

## Elenco
| Actor/Actriz        | Personaje                                             |
| ------------------- | ----------------------------------------------------- |
| Isabelle Drummond   | Anna Millman                                          |
| Chay Suede          | Joaquim Martinho                                      |
| Caio Castro         | Dom Pedro I                                           |
| Letícia Colin       | Leopoldina                                            |
| Ingrid Guimarães    | Elvira Matamouros                                     |
| Gabriel Braga Nunes | Thomas Johnson                                        |
| Leo Jaime           | Dom João VI                                           |
| Débora Olivieri     | Carlota Joaquina                                      |
| Rodrigo Simas       | Piatã                                                 |
| Giullia Buscacio    | Jacira                                                |
| Ágatha Moreira      | Domitila de Castro Canto e Mello (Marquesa de Santos) |
| Rômulo Estrela      | Francisco Gomes da Silva (O Chalaça)                  |
| Luisa Micheletti    | Noémi Thierry                                         |
| Vivianne Pasmanter  | Germana                                               |
| Guilherme Piva      | Licurgo                                               |
| Felipe Camargo      | José Bonifácio                                        |
| Sheron Menezzes     | Diara                                                 |
| Jonas Bloch         | Wolfgang                                              |
| Júlia Lemmertz      | Greta                                                 |
| Vanessa Gerbelli    | Maria Amália                                          |
| Daniel Dantas       | Padre Olinto                                          |
| Leopoldo Pacheco    | Fred Sem Alma                                         |
| Paulo Rocha         | Avilez                                                |
| Joana Solnado       | Dulcina                                               |
| Ricardo Pereira     | Ferdinando                                            |
| Maria João Bastos   | Letícia                                               |
| Caco Ciocler        | Peter                                                 |
| Larissa Bracher     | Benedita                                              |
| Dhu Moraes          | Idalina                                               |
| Babu Santana        | Jacinto                                               |
| Bruce Gomlevsky     | Felício                                               |
| Isabella Dragão     | Cecília                                               |
| Felipe Silcler      | Libério                                               |
| Renan Monteiro      | Matias                                                |
| Jurema Reis         | Jurema                                                |
| Allan Souza Lima    | Ubirajara                                             |
| Thiago Thomé        | Hassan                                                |
| Luana Tanaka        | Miss Liu                                              |

## Emisión
Su estreno estaba previsto para el 13 de marzo, sin embargo la emisora lo pospuso para el 22 de marzo, un miércoles. Esto ocurre 40 años después del estreno de la novela Sinhazinha Flô, cuyo estreno tuvo lugar un martes. Con tal cambio, Globo resolvió estirar a la predecesora en nueve capítulos.

### Emisión internacional
Antes de su debut en Brasil, el canal portugués SIC ya había anunciado su estreno, que iba a reemplazar a Sassaricando: Haja Coração. El estreno tuvo lugar el 17 de abril de 2017.